# Alexis Ruano
Alexis Ruano Delgado (Málaga, 4 augustus 1985) - alias Alexis - is een Spaans voetballer die doorgaans als centrale verdediger speelt. Hij verruilde Beşiktaş JK in juli 2016 voor Deportivo Alavés.

## Clubvoetbal
Alexis speelde verschillende jaren in de lagere elftallen van Málaga CF, waar hij vanaf 2001 selectiespeler werd. Na de degradatie van de club naar de Segunda División A in 2006, vertrok Alexis naar Getafe CF. Daar was hij samen met aanvaller Daniel Güiza een van de belangrijkste spelers in het team dat de finale van de Copa del Rey haalde. Hierin was Sevilla FC te sterk. In de zomer van 2007 vertrok Alexis naar Valencia CF. Hij miste een deel van het seizoen 2007/2008 door een knieblessure. In 2010 vervolgde hij zijn carrière bij Sevilla FC. In juli 2012 verhuurde dat hem een jaar aan Getafe CF, dat hem het jaar erna definitief inlijfde. Op 26 januari 2016 is hij overgestapt naar de Turkse topclub Beşiktaş JK in Istanboel. Hij tekende daar een nieuw contract tot 30 juni 2018.

## Interlandcarrière
Alexis behoorde tot de Spaanse selecties voor het WK –20 van 2003 in de Verenigde Arabische Emiraten en het WK –20 van 2005 in Nederland.

## Erelijst
| Competitie            |          |          |          |          |
| Competitie            | Aantal   | Jaren    |          |          |
| Valencia              | Valencia | Valencia | Valencia | Valencia |
| --------------------- | -------- | -------- | -------- | -------- |
| Copa del Rey          | 1x       | 2007/08  |          |          |
| Spanje –19            |          |          |          |          |
| Europees kampioen –19 | 1x       | 2004     |          |          |

1 Sivera ·
2 Gorosabel ·
3 Duarte ·
4 Sedlar ·
5 Abqar ·
6 Guevara ·
7 Sola ·
8 Blanco ·
10 Hagi ·
11 Rioja  ·
14 Tenaglia ·
15 García ·
16 Marín ·
17 Alkain ·
18 Guridi ·
20 Simeone ·
21 Rebbach ·
22 Vicente ·
23 Benavídez ·
26 Álvarez ·
26 López ·
29 Panichelli ·
31 Owono ·
32 Omorodion ·
33 Rodríguez ·
Coach: García